# 小川紳介
小川紳介（1935年6月25日—1992年2月7日）為日本纪录片导演。小川和土本典昭被視為日本紀錄片界的兩大巨人。

## 生平
小川在1959年加入新世紀映畫，次年加入岩波映畫製作所，在其電影生涯初年，他與土本典昭、黒木和雄、東陽一、羽仁進等其他重要導演共事，製作宣傳短片，他們為1964年的東京奧運會，拍攝日本企業宣傳片，每天到工廠拍攝工作場景，眼見工人生病和離職，卻無法為他們發聲，而只能拍攝「金光閃閃的工廠」，令他厭倦了為企業和政治工作，於是與土本典昭、大津幸四郎一起辭職，並轉而製作獨立電影。
他早期紀錄片關於1960年代和1970年代日本的激進政治運動。小川號召身邊幾名社運青年，以學生運動為題，拍成了《青年之海》，由於發行困難，他們創立了全國獨立電影放映網絡。
小川在1968年與攝製團隊搬到三里塚。當時日本政府以在千葉縣成田市興建成田國際機場為由，強行徵收農民田地，學生和農民憤起抗爭。小川拋棄紀錄片應以抽離觀察者的角度去拍攝的教條，明確支持對抗強權的抗爭者，並投入抗爭之中，期間他製作出有名的三里塚系列 。三里塚系列不獨是小川團隊對事件的觀點，農民亦參與觀看拍到的片段，紀錄片亦展示農民和團隊的對話。
隨著小川漸感自己對鏡頭下的農民並不理解，於是他和他的拍攝人員轉移陣地到山形县牧野村，他们以數十年時間，拍摄农民的歷史和的日常生活，同时與他們一起工作。牧野村的紀錄片，成為小川為紀錄片立場的縮影：只有真正浸淫其中，才能紀錄真實。
小川深深影響山形國際紀錄片影展的創立，影展的亚洲電影大獎以他的名字命名。